# Prestvannet
A Prestvannet-tó, helyi nevén Prestvannet Tromsøya szigetének legmagasabb pontján található, Tromsø város közelében, a norvégiai Troms megyében. A tavat 1867-ben víztározónak hozták létre és ezt a funkcióját egészen 1921-ig meg is tartotta. Ettől fogva azonban inkább közparkként és természetvédelmi területként szolgál. 
A tónál számos madárfaj lel fészkelőhelyre. Tromsø város környékének egyik fontos természetvédelmi területe a tó és az azt körülölelő erdőség. A tó körül túraút vezet, amely kikapcsolódási lehetőséget biztosít az oda látogatóknak. Az útvonal mentén tanösvény táblái szolgáltatnak információt az itt található élővilágról. Télen a befagyott tó jege kedvelt korcsolyázóhely.

## Galéria

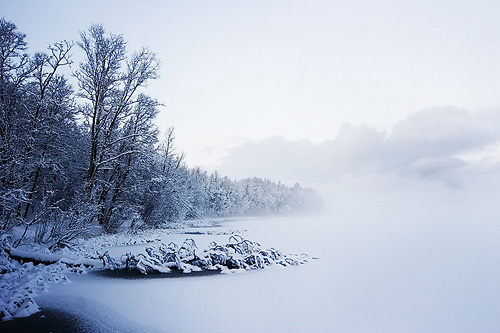
A Prestvannet télen
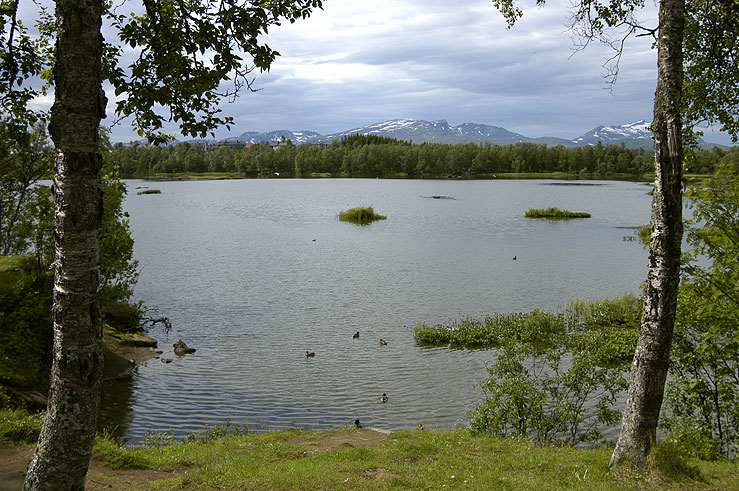
Kilátás délnyugat felé. A háttérben látható magas hegy a  Middagstind Kvaløya szigetén.
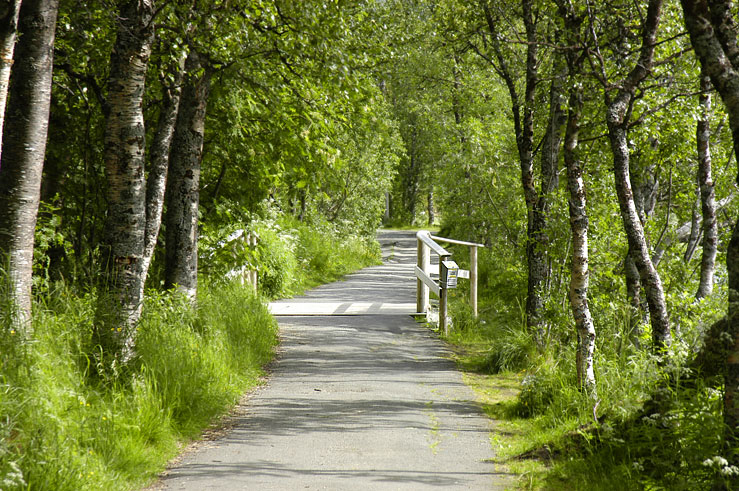
Tanösvény a  Prestvannet-tó körül
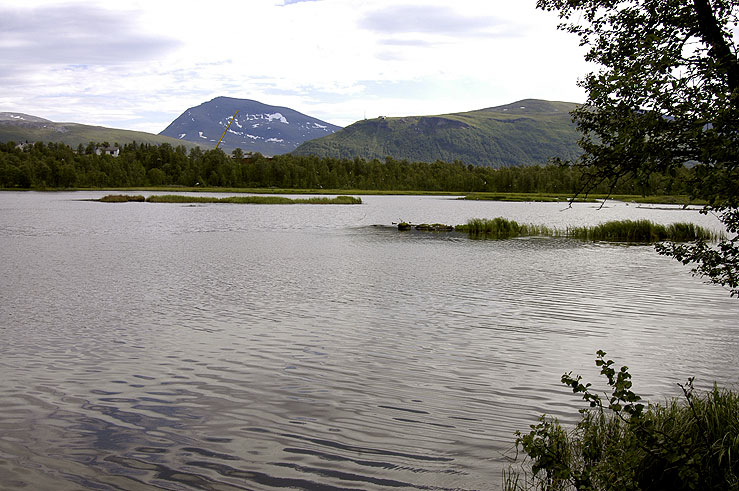
Látkép

## Fordítás
Ez a szócikk részben vagy egészben  a   Prestvannet című angol Wikipédia-szócikk ezen változatának fordításán alapul.  Az eredeti cikk szerkesztőit annak laptörténete sorolja fel. Ez a jelzés csupán a megfogalmazás eredetét és a szerzői jogokat jelzi, nem szolgál a cikkben szereplő információk forrásmegjelöléseként.